# Håvard Tvedten
Håvard Tvedten (født 19. juni 1978 i Flekkefjord, Norge) er en norsk håndboldspiller, der indtil 2016 spillede for Aalborg Håndbold efter et skifte fra den spanske ligaklub BM Valladolid, som han kom til i 2006 efter at have spillet fire sæsoner for den danske Håndboldliga-klub AaB Håndbold.

## Landshold
Tvedten har i en årrække været en fast del af det norske landshold, som han fik debut for i år 2000. Siden da har han spillet 120 kampe og scoret næsten 400 mål i landsholdstrøjen. Han deltog blandt andet på hjemmebane i Norge ved EM i 2008, hvor han var med til at besejre Danmark i de to holds første kamp. 